# 吳偉明
吳偉明（1962年3月22日—）（Benjamin Ng Wai-ming）是一名香港歷史學家、日本研究學者，著名部落格知日部屋的創辦者。以一級榮譽畢業於香港中文大學歷史系，在譚汝謙教授監督下書寫畢業論文「清末早稻田大學的中國留學生教育 」。後來前往筑波大學修讀國際關係碩士，並且先後於普林斯頓大學取得日本研究文學碩士和東亞研究系博士。